# Bellemerea subcandida
Bellemerea subcandida är en lavart som först beskrevs av Johann Franz Xaver Arnold, och fick sitt nu gällande namn av Hafellner & Cl. Roux 1984. Bellemerea subcandida ingår i släktet Bellemerea och familjen Porpidiaceae.   Inga underarter finns listade i Catalogue of Life.